# Liste der Biografien/Witr
Liste der Biografien |
Portal Biografien |
Personensuche
# |
A |
B |
C |
D |
E |
F |
G |
H |
I |
J |
K |
L |
M |
N |
O |
P |
Q |
R |
S |
T |
U |
V |
W |
X |
Y |
Z |
?
 
Wa |
Wc |
Wd |
We |
Wh |
Wi |
Wj |
Wl |
Wn |
Wo |
Wr |
Ws |
Wt |
Wu |
Ww |
Wy |
Wz
 
Wia |
Wib |
Wic |
Wid |
Wie |
Wif |
Wig |
Wih |
Wii |
Wij |
Wik |
Wil |
Wim |
Win |
Wio |
Wip |
Wir |
Wis |
Wit |
Wiv |
Wiw |
Wix |
Wiz
 
Vorlage:Liste der Biografien/Wit
Die Liste der Biografien führt alle Personen auf, die in der deutschsprachigen Wikipedia einen Artikel haben. Dieses ist eine Teilliste mit 4 Einträgen von Personen, deren Namen mit den Buchstaben „Witr“ beginnt.

## Witr

### Witra
- Witrak, Maxi, US-amerikanische Schauspielerin, Filmproduzentin, Filmregisseurin, Drehbuchautorin und Sängerin

### Witre
- Witrenko, Natalija (* 1951), ukrainische Politikerin und Vorsitzende der Progressiven Sozialistischen Partei der Ukraine

### Witri
- Witrisal, Alois (1887–1959), österreichischer Politiker (ÖVP), Abgeordneter zum Nationalrat

### Witry
- Witrytschenko, Olena (* 1976), ukrainische Turnerin